# Cyklokopter

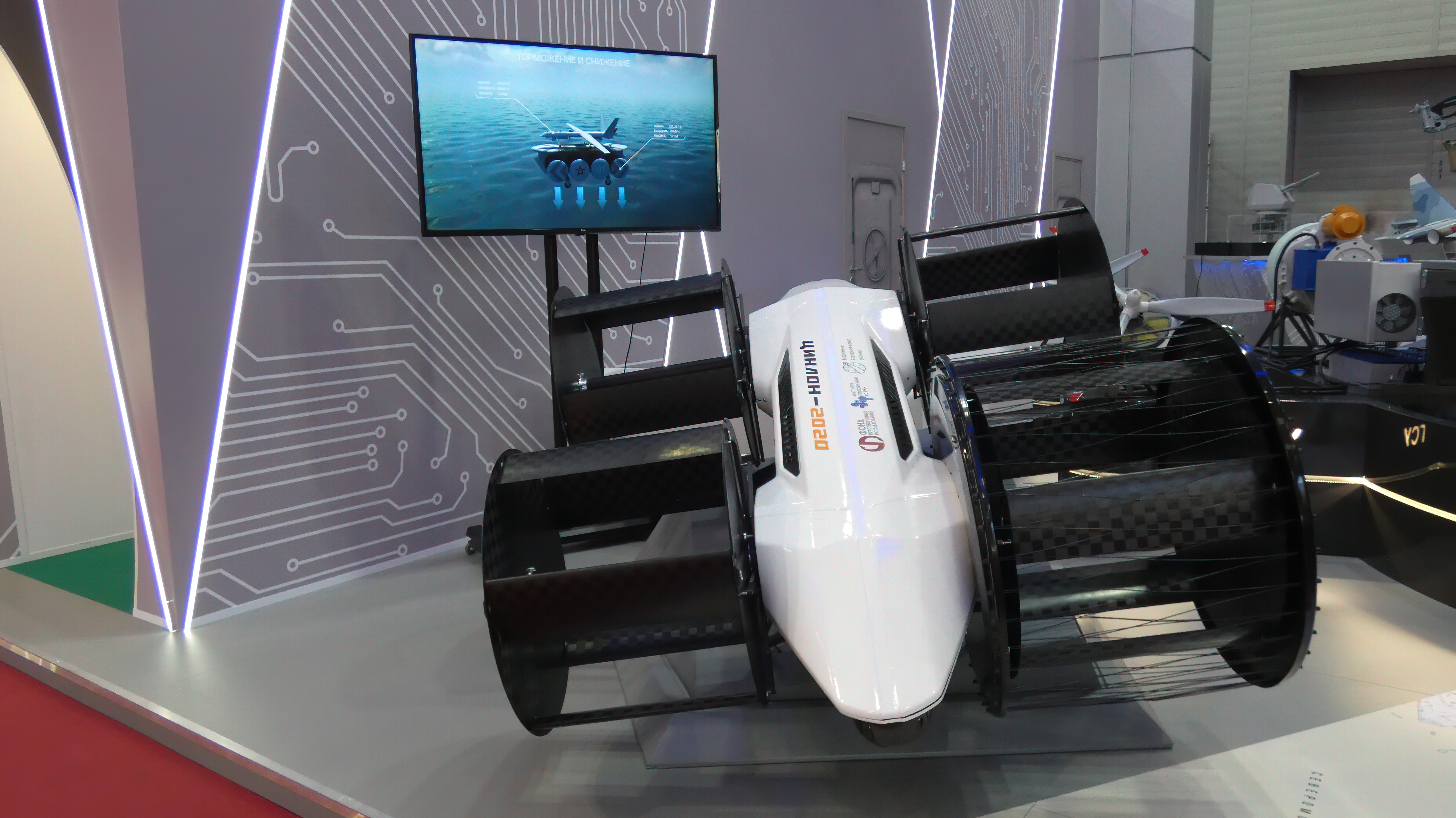
"Cyklon-2020"

Cyklokopter

Zasada pracy wirnika cyklokoptera

Cyklokopter, cyklożyro, cyklogiro, kołowiec – wiropłat, którego napęd stanowią dwa pędniki cykloidalne (wirniki nośne przypominające koła łopatkowe) umieszczone w płaszczyźnie poziomej osi obrotów.
Obracające się wirniki, za pomocą okresowego sterowania łopat, mają zapewnić wytwarzanie siły nośnej oraz ciągu umożliwiającego lot do przodu.
W 2016 roku naukowcy z Texas A&M University z Advanced Vertical Flight Laboratory zbudowali bezzałogowy statek (ważący 29 gramów) latający na zasadzie rotorów. Ponieważ sterowanie wektorem ciągu jest błyskawiczne konstrukcja wykazuje bardzo dużą zwrotność, przejście od zawisu do lotu jest płynne.